# Cartennae
Cartennae o Cartenna fue un antiguo puerto bereber, cartaginés y romano en la actual Ténès, en Argelia . Bajo los romanos, fue parte de la provincia de Mauritania Cesariense.

## Nombre
El nombre de Cartenna fue registrado de diversas formas por los griegos: Karténna, Kártina, Kártinna y Karténnai. Generalmente se latinizaba como Cartennae o Cartenna, pero aparece como Cartinna en Mela. Estos nombres parecen combinar la palabra púnica para "ciudad" (QRT) con un elemento de nombre de lugar bereber (-TN), también visto en los nombres fenicios de Cirta, Tipasa y Sabratha. El nombre no deriva del ríosino del cercano cabo de Tenes. La forma plural Cartennae parece aludir a un segundo asentamiento bereber que existió 1,5 kilómetros (1 mi) aguas arriba. Refundada teóricamente como colonia romana, también se la conocía como Colonia Augusti por su patrón imperial.

## Historia

### Colonia fenicia
Cartennae se estableció como una colonia fenicia en el siglo VIII a. C. Se encontraba en la desembocadura del Wadi Allala (el clásico Cartennus). Además de comerciar con el marfil, las pieles y el cedro habituales del interior, Cartennae aparentemente era el sitio de una importante mina de cobre. Como otras colonias en el Mediterráneo occidental, Cartennae finalmente cayó bajo el control cartaginés.

### Colonia romana
Después de las Guerras Púnicas, Cartennae fue dominada por los romanos. El primer emperador Augusto estableció allí una colonia de veteranos de la Legio II Augusta en 30 a. C. y la ciudad comenzó a ganar importancia. Augusto incluso fundó en lo que ahora es la costa de Argelia las siguientes colonias romanas: Igilgili, Saldae, Tubusuctu, Rusazus, Rusguniae, Aquae Calidae, Zuccabar y Gunugus. Todas estas colonias estaban conectadas a Cartennae de manera militar con fuertes vínculos comerciales.
Durante los siglos de dominación romana, Cartennae fue una ciudad rica, con un foro, teatro, baños, biblioteca y acueductos, pero fue devastada durante la revuelta de Firmo en los años 372–375.
A pesar de la continuación de su nombre en el Ténès moderno, la identificación del sitio se retrasó mucho debido a la desinformación en los relatos geográficos sobrevivientes del norte de África romana, incluidos los itinerarios de Ptolomeo Antonino. Las distancias en los nomenclátores aparentemente fueron desviadas por el cálculo erróneo de la longitud de Ptolomeo y por la falta de caminos romanos en el área, requiriendo que las distancias fueran estimadas por los marineros. Los franceses confundieron por primera vez a Cartennae con Mostaganem, 50 kilómetros (31 mi) al oeste, pero el descubrimiento de epitafios unos años más tarde en Ténès ayudó a resolver el error. Se ha excavado una necrópolis que anteriormente sirvió como parque público.

### Historia posterior
Cartennae fue saqueada por los vándalos durante su invasión del norte de África romana en el siglo V y presumiblemente reconquistada por los bizantinos durante su reanudación del control de la zona. Fue destruida casi por completo tras la conquista del Magreb por el califato omeya. La desolación de su situación militaba en contra del reasentamiento; Tenes medieval era un asentamiento separado alrededor de 2 millas (3,2 km) de distancia, poblada por españoles en el siglo IX.
Tras la rendición de la ciudad a los invasores franceses en 1843, el antiguo emplazamiento de Cartennae se convirtió en el centro de la nueva ciudad francesa establecida en 1847.

## Religión
Cartennae fue un obispado cristiano en la antigüedad y el período medieval temprano y se restableció como sede católica titular en el siglo XX.
Los primeros obispos conocidos de Cartennae fueron Rogatus y Vincentius, quienes abrazaron la creencia cismática o herética (rogatismo) de que la iglesia no debería usar la fuerza para imponer la creencia ortodoxa, particularmente contra los donatistas; sus argumentos sobreviven sólo en la forma invectiva de San Agustín en contra de ellos. Otros obispos conocidos son Rústico, quien en 418 asistió en la disputa entre San Agustín y el Donatista Emérito en Cesarea en Mauritania; Víctor, contemporáneo de Genserico (y por tanto de mediados del siglo V) y autor de varias obras; y Lúcido, uno de los obispos católicos a quien Hunérico convocó a Cartago en 484 y luego se exilió.

### Citas
1. ↑  (MacBean, 1773, s.v. "Cartenna").
2. ↑  (Vereker, 1871, p. 131).
3. ↑  James, Stuart (25 de septiembre de 2007). «Brill's New Pauly: Encyclopedia of the Ancient World. Supplements. Chronologies of the Ancient World: Names, Dates and Dynasties2007344Edited by Walter Eder and Johannes Renger; Translated and edited by Wouter F. M. Henkelman. Brill's New Pauly: Encyclopedia of the Ancient World. Supplements. Chronologies of the Ancient World: Names, Dates and Dynasties. Leiden and Boston, MA: Brill 2007. xvi+363 pp., ISBN: 978 90 04 15320 2 €149 $194». Reference Reviews 21 (7): 51-52. ISSN 0950-4125. doi:10.1108/09504120710821866. Consultado el 3 de enero de 2021.
4. 1 2  Smith, Philip (1872), «Cartenna»,  en Smith, William, ed., A Dictionary of Greek and Roman Geography..., Vol. I, London: John Murray.
5. ↑  Lipiński, Edward (2004). Itineraria Phoenicia (en inglés). Peeters Publishers. ISBN 978-90-429-1344-8. Consultado el 3 de enero de 2021.
6. ↑  MacBean, 1773.
7. ↑  As, for example, asserted by MacBean.[6]
8. ↑  (Sale & al., 1744, p. 114).
9. ↑  H., Bencheneb. Tanas (en inglés).
10. ↑  MacBean, Alexander (1773), A Dictionary of Ancient Geography..., London: G. Robinson & T. Cadell.
11. ↑  (Law, 1978, p. []).
12. ↑  «Colonia - Livius». www.livius.org (en inglés). Archivado desde el original el 28 de febrero de 2014. Consultado el 29 de enero de 2018.
13. ↑  Mommsen, Theodore. The Provinces of the Roman Empire. Section: Africa
14. ↑  Detailed map showing Cartennae and Mostaganem location
15. ↑  Yver, G. (1927), «Tenes», The Encyclopedia of Islam... VIII, Leiden: E.J. Brill, ISBN 9004097961.
16. ↑  Mesnage, Joseph (1859-1922); Toulotte, Anatole (1852-1907) (1912). Description de l'Afrique du Nord. Musées et collections archéologiques de l'Algérie et de la Tunisie. 17, L'Afrique chrétienne : évêchés et ruines antiques / d'après les manuscrits de Mgr Toulotte et les découvertes archéologiques les plus récentes ; par le P. J. Mesnage,.... Paris: E. Leroux.
17. ↑  Annuario Pontificio 2013 (Libreria Editrice Vaticana 2013 ISBN 978-88-209-9070-1), p. 838
18. ↑  Cheney, David M. «Cartennae (Titular See) [Catholic-Hierarchy]». www.catholic-hierarchy.org. Consultado el 29 de enero de 2018.
19. ↑  Stefano Antonio Morcelli,  Africa christiana, Volume I, Brescia 1816, pp. 122–123
20. ↑  Louis Said Kergoat, Saint Augustin aux prises avec Vincentius Victor (Editions L'Harmattan 2010 ISBN 978-2-29624406-1), pp. 45–47
21. ↑  Anatole-Joseph Toulotte, Géographie de l'Afrique chrétienne. Maurétanies, Montreuil-sur-mer 1894, pp. 54-57
22. ↑  Lettera 87,10 (in Italian).
23. ↑  J. Mesnage, L'Afrique chrétienne, Paris 1912, pp. 469–470
24. ↑  Pius Bonifacius Gams, Series episcoporum Ecclesiae Catholicae, Leipzig 1931, p. 465